# Onthophagus sugihartoi
Onthophagus sugihartoi är en skalbaggsart som beskrevs av Teruo Ochi 2007. Onthophagus sugihartoi ingår i släktet Onthophagus och familjen bladhorningar. Inga underarter finns listade i Catalogue of Life.